# Phyllis Frelich
Phyllis Annetta Frelich (Devils Lake, 29 de fevereiro de 1944 — Temple City, 10 de abril de 2014) foi uma atriz estadunidense. Ela ficou mais conhecida por estrelar a versão da Broadway de Children of a Lesser God. Em 1980, Frelich ganhou um Tony Award por seu papel na peça. Ela ganhou uma indicação ao Emmy por seu papel como coadjuvante na minissérie Love Is Never Silent de 1985.